# Bp (digramme)
Pour les articles homonymes, voir BP.
Bp (minuscule bp) est un digramme de l'alphabet latin composé d'un B et d'un P.

## Linguistique
- En irlandais, le digramme ‹ bp › correspond à l'éclipse de ‹ p › et est prononcé [b].
- En sandawe, il correspond à la consonne [p].

## Représentation informatique
Comme la majorité des digrammes, il n'existe aucun encodage de ‹ bp › sous un seul signe, il est toujours réalisé en accolant un B et un P.

### Unicode
Les caractères Unicode utilisables pour former ce digramme sont :
- Capitale BP : U+0042 U+0050
- Majuscule Bp : U+0042 U+0070
- Minuscule bp : U+0062 U+0070